# 新疆曲子

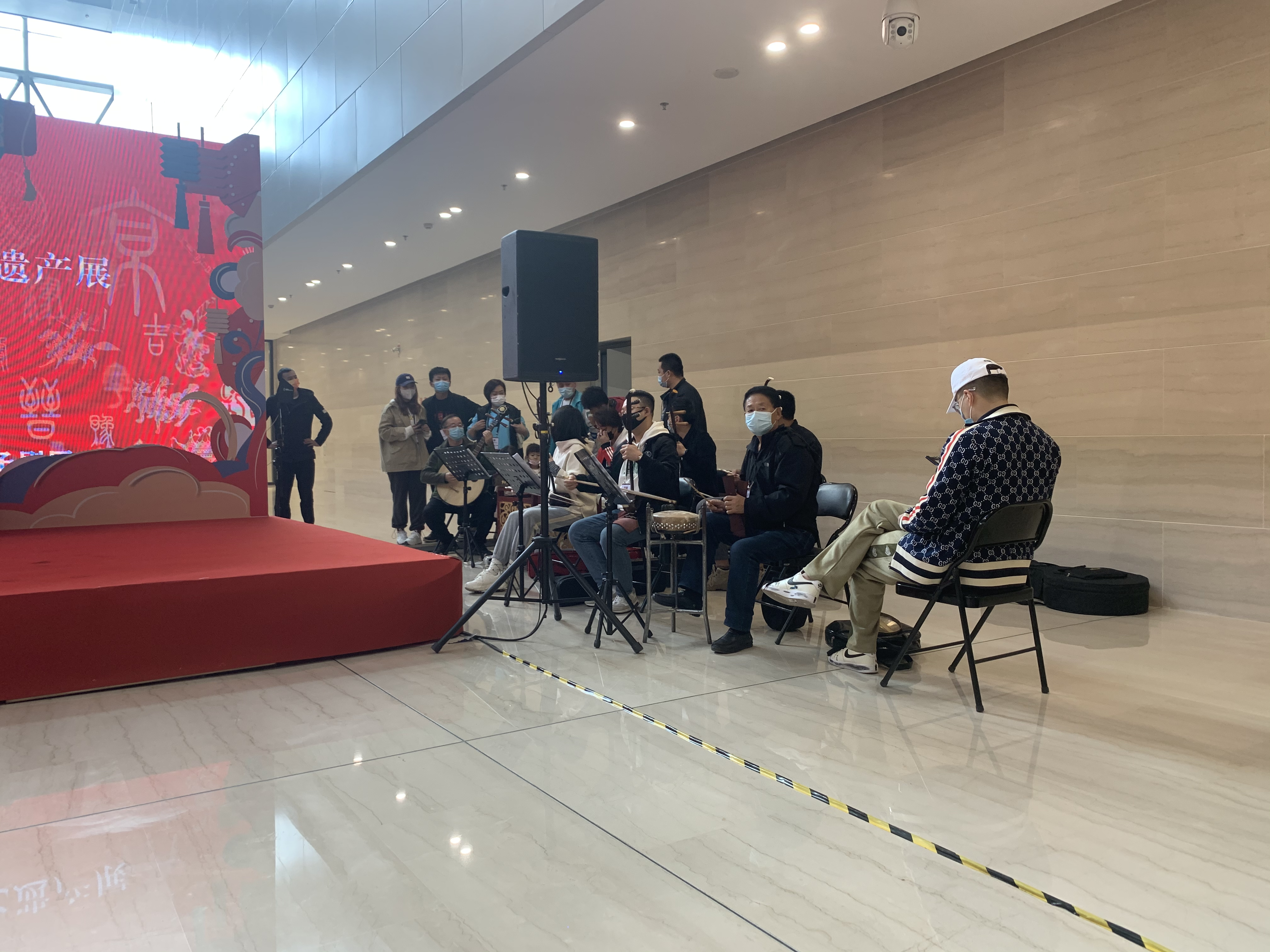
新疆曲子乐团

新疆曲子，也被称为小曲子，当表演完整的剧目时，被称为新疆曲子剧或新疆曲子戏，是中华人民共和国新疆维吾尔自治区唯一使用汉语表演的本土地方曲种。流行于北疆、东疆等地。是吸取了郿鄠、兰州鼓子、青海平弦等曲种及不同民族音乐元素的曲艺形式。是中华人民共和国国家级非物质文化遗产代表性项目。

## 历史和发展

### 新疆曲子的起源

#### 乾隆时期起源说
新疆曲子的起源与汉民、回民移民新疆息息相关。因新疆曲子的具体出现的时间并未被确切记载，所以对其起源时间略有争议。关于新疆曲子最早出现的时间，至在乾隆年间新疆曲子被认为已经在北疆地区开始流传。紀昀曾在新疆生活过两年，他将这两年的所见所闻写入了他的诗集《乌鲁木齐杂诗》之中，其中就有新疆曲子在乾隆年间诞生的依据。紀昀在新疆生活的时期是迪化（今乌鲁木齐）经济较为繁荣的时候。当时甘肃因人多地少等原因，出现了大量前往新疆的移民，其中也包括各色艺人。从《乌鲁木齐杂诗》中的诗与作者的注得知，当时的迪化城建立了很多歌楼、梨园，各类戏曲曲艺在迪化非常流行。《中国曲艺志》与《中国曲艺音乐集成》为将乾隆时期作为新疆曲子的出现时期提供的另一份证据为《乌鲁木齐杂诗》中记载有乾隆时期迪化城东南的万寿宫遇圣节朝贺时，与内地一样有朝贺乐以及班戏演出的形式。而其中提到的“张乐坐班”则是新疆曲子坐唱形式的早期称呼。另外，《乌鲁木齐杂诗》中也提及“唱采莲”。“唱采莲”为新疆曲子《菜花》与《莲湘》的合称。

#### 道光年间起源说
然而因“张乐坐班”与“唱采莲”的说法而将新疆曲子的起源认定为乾隆时期遭到质疑。首先，“张乐坐班”一词是指当时万寿节当日，地方官员设置香案，朝贺演剧，此处所演的剧种应为昆曲为代表的官戏，而非新疆曲子这类民间曲艺。而“采莲”则是古代文学中常见的主题。另外，采莲也指上元节的一种民俗活动，并非专指新疆曲子曲牌。清人黄濬所撰写的《红山碎叶》记载了新疆曲子在道光年间已经基本形成。不过相比于秦腔等大戏，新疆曲子还处在曲艺阶段，其形式以坐唱为主，大多在妓院、饭馆中演出。因为其易学易唱，在群众间广受好评，同治新疆回乱期间也没有断绝。光绪以后，因为大量的新移民进入新疆，大量的文化也随之而来。新疆曲子开始由曲向戏曲开始转变，最终形成曲子戏。

#### 同治光绪时期起源说
同治光绪时期起源的说法认为早期虽有西北各地曲子形式的曲艺在新疆境内表演，但直到同治光绪时期才形成具有特点的地方戏种。在乾隆三十三年（公元1768年），在新疆昆曲依然为当时的官腔，最受民众喜爱的却是当地民间艺人鳖羔子、简大头和刘木匠。这三人所饰演的角色和形式与西北流行的曲子戏相同。新疆建省前，吐鲁番、乌苏、迪化、哈密及镇西等地由甘肃省布政使管理。当时敦煌等地流行小曲，曲子戏及其他的民间小调通过军队、商贾、流民等方式逐步传入新疆。西北各地小曲开始传入新疆后，开始受到新疆民众的喜爱。西北流行的小曲，诸如敦煌小曲、陇西小曲、民勤小曲、陕西小曲（郿鄠）等纷纷在新疆建立戏班以及坐班演剧。不过此时传唱的依然是各地小曲和戏曲，这些小曲和戏曲的传播仅为新疆曲子的形成奠定了基础。清政府治疆初期，驻扎在城区的官兵有因为看戏而耽误训练和操防的情况发生。为杜绝此种现象，乾隆后期以及嘉庆、道光年间，新疆的戏剧演出遭到禁止。面对一纸禁令，生活在新疆的民众只得通过演唱“太平歌”代替戏剧表演。太平歌其实就是西北各处的小曲。太平歌和昆曲等成熟的戏曲比较，情节不连贯，曲目鄙俗，业余、即兴、灵活称为太平歌的特点，这也是后来新疆曲子的特点。虽然将各地曲子改名为太平歌，但民众依然认为其是曲子，这为整合各地曲子提供了时机。太平歌在音乐、曲目、曲词、演唱形式等方面融合了所有流传到新疆并收到欢迎的曲子。直到同治末年到光绪初年，新疆曲子大体形成。随着左宗棠收复新疆，赶大营开始，大量的小贩、流民进入新疆，也为新疆曲子带来了不同地区的曲调。此时，清政府的政策也开始放宽，曲子方才在新疆得以较快发展，平调和越调逐步成熟。新疆曲子戏逐渐开始登陆新疆各地的舞台。光绪初年主要的新疆曲子艺人有冯寡妇（疯寡妇），她和她的弟子曾经在伊犁将军府演唱。冯寡妇的三弟子三凤，是国家级非物质文化遗产项目新疆曲子传承人侯毓敏的启蒙老师。

### 发展与现状
到了光绪三十年（公元1904年）前后，新疆曲子得到了空前的发展。随着新疆人口规模的扩大，迪化、伊犁、奇台等地商业也开始呈现兴兴向荣之势。此时如山西会馆、甘肃会馆等各地的商业会馆开始建立起来，每逢年节或是纪念日，这些商业会馆便会举办社火表演以及祭祀活动。这种活动为新疆曲子等各大戏种提供了平台，其中以秦腔、新疆曲子以及郿鄠最为流行。除了会馆，各地开始修建各类庙宇，包括关帝庙、城隍庙、文庙、娘娘庙、药王庙等。每年不少庙宇都会举办庙会，尤其是迪化几乎月月有庙会，持续数日的庙会也为新疆曲子等戏曲提供了演出场所。光绪三十二年（公元1906年），文明堂刻刊的《出口外歌》中有唱词“小曲唱罢还有乱弹”，证明在当时新疆曲子已经在新疆广为流传。此时知名的新疆曲子艺人有侯毓敏的师父谭秀英，春娃子、王奎等。此时流传较广的多为平调新疆曲子。到了宣统年间，木垒县曲子艺人张生才（八斤子、瞎八斤子）常年在木垒县、奇台县、孚远县（今吉木萨尔县）等地表演新疆曲子，他的表演队来往的客商以及农民产生了较大影响。他根据奇台县宫大官人利用小老婆诈取流浪艺人钱财的真人真事所创作的《下三屯》，是第一首新疆曲子的本土曲目。
辛亥革命后，新疆曲子在疆内依然广受喜爱。敦煌民间艺人徐建新、徐建善前往哈密县城，并联络当地艺人组成班社，演出并收徒。他们是已知最早的新疆曲子半职业演出班社。同时期在哈密演出的艺人还有陈作玉（兰州枣）、马子俊（哈密瓜），他二人艺名是哈密县知事因喜爱他们而取的。民国十二年（公元1923年）前后，刘子富（双喜子）、张虎成（成娃子）等人在镇西县（今巴里坤哈萨克自治县）表演兰州鼓子，但由于不受欢迎，开始以走唱的形式表演新疆曲子。除了他们，木垒有崔尚之等人，阜康有白云海等人，米泉（今乌鲁木齐米东区）有吴寿山等人，昌吉有寇金元等人，迪化有孙家义等人，呼图壁有张安泰等人，绥远（今玛纳斯县）有张敬鳌等人，伊犁有三娃子等人、焉耆有安景新等人。民国十九年（公元1930年）前后，迪化城中有了属于新疆曲子的演出场所，元新戏园。元新戏园由王左家开办，艺人贺老六及徒弟在此演出。另外，维吾尔族新疆曲子艺人卡帕尔也在元新戏园演出。在此时，新疆曲子常常和秦腔打对台戏，甚至有秦腔演员改行唱新疆曲子。新疆曲子开始了职业化道路，不过此时大部分班社的条件依然简陋。那时形容新疆曲子班社全部家当仅有“一把大刀两杆枪，一头骆驼两个筐”。抗日战争期间，新疆曲子艺人多次参加募捐义演，并上演了抗日题材剧目《新马寡妇开店》（《消灭汉奸》）、《砸烟灯》等。抗日战争胜利后， 国民党军队进驻新疆，随之而来的是实力雄厚的京剧团、秦剧团等。单在《新疆日报》刊登广告的京剧社就有9个，其中6个剧社属于军队。此时，新疆曲子班社生存空间逐渐被压缩。民国三十四年（公元1945年），元新戏园因年久失修倒塌，班社因无力修复而停止演出，艺人们只得前往他处谋生。1949年侯毓敏曾在奇台县开办了表演曲子的民生剧团，然而仅仅坚持了两年，也宣告停演。
新疆和平解放后，曲子艺人安景新在迪化市七道湾组建过10余人参加的曲子剧团，他们即演新疆曲子传统剧目《李彦贵卖水》等，也移植其他历史剧《白蛇传》等，并且编创新曲子戏《穷人恨》等。此时专业的曲子剧团已不复往日盛况，不过民间组成的业余班社、自乐班却在北疆、东疆生根发芽。成为了当地民众，尤其是垦荒种地的农民的主要娱乐形式。在伊犁察布查尔县生活的锡伯族艺人，将大量新疆曲子翻译成锡伯语演唱，形成了自己的汗都春艺术。昌吉回族自治州党委和政府意识到新疆曲子在群众的精神文化中的重要地位，于是向自治区提出成立新疆小曲子剧团的请求，1959年4月，新疆维吾尔自治区文化厅批准在昌吉回族自治州建立新疆曲子剧团，剧种被命名为新疆曲子剧。随后，侯毓敏等老曲子艺人开办曲子剧学员班，在1962年，在新疆人民剧场等地汇报演出了《渔蚌缘》等剧目。1965年，学员班的学员毕业，此时新疆曲子剧团改制为昌吉州文工团曲子队，然而因为自治区先前成立了过多的表演团体，已无力扶持，不得不多次精简艺术团体。在这样的背景下，1966年昌吉州文工团曲子队解散，学员改行。文化大革命开始后，新疆曲子被列为“四旧”，新疆曲子艺人不得不面对乐器被砸、服装被烧，甚至艺人自己也会被带高帽游街的风险。即便如此，如今是国家级非物质文化遗产项目新疆曲子代表性传承人的郭天禄依然偷偷保留住了自己的三弦。谢伯钧也在此时学会了四五十首曲目。中国共产党第十一届中央委员会第三次全体会议后，曲子班社又开始在各地出现。曲子剧的复兴带头人包括巴里坤县的陈建生等人，呼图壁县的张世勇等人，乌鲁木齐的谢伯钧等人，哈密的姚辉等人，奇台的侯毓敏等人，木垒的郭天禄等人，米泉的韩生元等人。随即，呼图壁县委在1980年5月成立新疆曲子文工队，并开始招收学员、排演。1982年，呼图壁县新疆曲子文工队改名为呼图壁县新疆曲子剧团，先后排演过《田头风波》、《心事》等剧目。1999年，剧团排演大型新疆曲子现代戏《大山里》，在新疆文艺界收到了关注。因此呼图壁县新疆曲子剧团在2002年7月，整团转由昌吉州文体局管理，更名为昌吉回族自治州新疆曲子剧团。
新疆曲子在2006年和2008年分别由昌吉回族自治州和巴里坤哈萨克自治县两次申报为中华人民共和国国家级非物质文化遗产代表性项目。其代表性传承人为侯毓敏和郭天禄。之后国家和自治区加大了对新疆曲子剧团的扶持力度，先后为其所在的昌吉州艺术剧院修建了4个排练厅和1个小剧场，并为其配备了现代化的演出设备。
除了昌吉回族自治州新疆曲子剧团这样的官方剧团外，昌吉州还发展了若干个业余新疆曲子剧团，比如：六工镇新庄村曲子队、三工镇曲子队、滨湖乡曲子队、昌吉市园艺场曲子队、南吾工村曲子队、佃坝乡二畦村曲子队等。在巴里坤县，县委、县人民政府曾抽调专人对新疆曲子艺人、民间班社、曲子演唱特点进行普查登记。超过120名新老艺人的数据被录入巴里坤非物质文化遗产数据库。2010年，还成立了巴里坤哈萨克自治县非物质文化遗产保护中心，组织开展曲子戏的表演、比赛和培训班。在伊犁哈萨克自治州，伊宁市、霍城县、察布查尔县等地也为新疆曲子爱好者提供场地，并且组织汇演。在2018年中国中央电视台《2018新年戏曲晚会》上，新疆曲子剧团演员邓金荣参演了序曲《一个都不能少》戏曲联唱。为提高演出人员的综合素质，昌吉州艺术剧院曾与山西戏剧职业学院合作开设了一批次新疆曲子表演艺术大专班。

### 面临的困境
新疆曲子面对的困境首先是来自人民的生活方式的改变，新疆曲子高潮时期的平台，如婚丧嫁娶时的搭台唱戏、年节时的庙会的频率和次数已经大幅减少。而新兴娱乐活动的繁荣，多元文化的发展，也使得新疆曲子等传统曲艺活动不再被受青睐，原本看戏听曲的观众日益流失。尽管各类活动、竞演为新疆曲子提供了表演机会，但自发活动却越来越少。另外，新疆曲子还面临着后继乏人的情况，演职人员趋于老龄化。民间自乐社的平均年纪近60岁，一些艺人不再追求唱功和身段的提升。而曲子艺人中本身就少有中青年，随着老艺人的离开，新疆曲子将不得不面对传承断层的情况。第三，新疆曲子受欢迎的原因是其生于民众的日常生活，符合大众的审美趣味。而现在，剧团固定化、都市化、剧场化、行政化、戏曲演员干部化等趋势，使得新疆曲子和其编创人员、演出人员逐渐脱离其生长的土地。失去乡土气息和趣味的曲子，生硬的方言表达反而会让观众感到尴尬。除此之外，新疆各地的曲子保护工作中，各地经费支持并不平衡，被列为非物质文化遗产代表性项目名录的地区保护程度较好。巴里坤县属哈密市，然而因为巴里坤的新疆曲子已被列为非物质文化遗产代表性项目，各级政府较为重视，并且有相关的经费发展这门曲艺。但哈密市的曲子艺人没有相关经费，也没有继续学习的机会。2012年，巴里坤组织的曲子培训班，因为哈密市的艺人需要自费，使得他们失去了这次培训的机会。

## 伴奏乐队
早期的新疆曲子演出中，多以三弦、四胡配合瓦子（四页瓦）、甩子（碰铃）作为伴奏乐器。不过，最少也能用一把三弦和一副瓦子即可作为演奏。到了二十世纪40到50年代，新疆曲子班社的乐队往往由文、武两种场面组成，其中文场面以丝弦乐器为主，武场面则由板、鼓、锣等响器为主。随着新疆曲子的发展，伴奏乐器也变得丰富。新疆曲子乐队常常因为演出团体的条件以及曲目、剧目的需要来构建不同的形式。在自乐班、地摊子等小型演出团体中，乐队成员大多三到五人，所使用的乐器包括三大件，即三弦、板胡、四胡，加之四页瓦和碰铃。而在后来的职业乐团、班社则会使用更多的乐器，包括三弦、四胡、板胡、二胡、中胡、低胡、扬琴、琵琶、大锣、小锣、木鱼，甚至大提琴等。在所有给新疆曲子伴奏的乐器中，三弦是乐队领衔。三弦在新疆曲子演奏中通常有两种定弦法。其一为老弦与中弦是纯五度的关系，与子弦是纯八度的关系，即“越调定弦法”。其二为老弦与中弦是是大二度的关系，与子弦是大六度的关系，即“平调定弦法”。

## 形式跟唱腔
新疆曲子以唱为主，道白为辅。主要可分为较为简单的坐唱（场）、走唱（场）以及较为复杂的彩唱（场）、戏唱（场）。坐唱也被称为坐场子，即戏曲中的清唱。既可以是一个人自弹自唱，也可以是多人分角对唱。但坐唱都要一唱到底，即没有道白，也没有表演，还没有行头和化妆。坐唱没有固定的演出地点，房前屋后、街头巷尾都可以作为坐唱的演出舞台，具有较为强大的灵活性。走唱，亦被称为走场子，即戏曲行中的撂地。走唱往往为几个人演唱，有一把弦和一面锣，谁有空就去打瓦子或甩子。演唱者有角色的区分，但没有行当的不同，也没有精美的角色装扮，角色也可以互替互换。到具有简单的扇子、手帕、棍子等。走唱常以短小精干的平调曲目为主。彩唱，也被称为彩办走场，是从走唱发展而来。由于其他戏种艺人的融入，新疆曲子得以发展。行头、伴奏乐器等都得以增加。从只注重唱到唱、念、做、舞并重。也出现了行当的划分，小生、小旦、小丑的三小戏很受观众喜爱。彩唱多在庙会时的土台或戏台上演出。戏唱，即曲子戏。戏唱生、旦、净、末、丑行当齐全，生分为贫生、富贵生、文小生、武生等，旦角分为小旦、花旦、正旦、娃娃旦、老旦、刀马旦等，净角分为铜锤花脸、架子花脸、武净等，丑角分为小丑、老丑、武丑等。行头及扮相也更为专业。并从不同剧种中吸取各行当的手、眼、身、法、步的表演。亦会使用更丰富的乐器。
早先，新疆曲子主要被分为四种腔系，分别是平、越、赋、鼓。“平”是指平调（青海平弦），“越”是指越调（郿鄠），“赋”是指青海赋子，“鼓”是指兰州鼓子。但随着新疆曲子的发展，赋调逐渐归入平调，鼓子调也归入越调。新疆曲子平调腔系的特点是不管曲目有多长，只用一个曲牌或曲调进行演唱，并对其不断反复。在平调腔系中，曲名往往也是剧名，如《十里墩》、《卖道袍》等。平调的调源往往来自于西北各省民歌或小调。越调的开头则有固定的越头曲调，结尾也有固定的越尾曲调，中间的部分则根据唱词的不同选取若干个曲牌连缀演唱。越调的变化创新也很迅速，初部分曲调、曲牌还与原曲相近外，大部分的曲调、曲牌都有了变化，除了越头曲调和越尾曲调外，常见的越调还有《北宫》、《硬西京》等。除了流行于汉族的曲调外，新疆曲子亦会将维吾尔族民歌（如《假大爷浪院》中的《天山令》、《骆驼客》等）、撒拉族民歌（如《瞎子观灯》中的《萨拉调》）、锡伯族民歌（如《赤心爱社》中的《玩花灯》）作为曲调或曲牌演唱。

## 内容与唱词
在民间，新疆曲子从内容上可分为素曲子和荤曲子（粉曲子）。素曲子主题较为正统，多以历史故事、英雄人物作为内容，内容上较为文雅。荤曲子数量较少，但内容诙谐滑稽，多以民间传说、故事作为内容。一些曲目会有色情描述。从功能上区分，新疆曲子有文曲子和武曲子。文曲子多为开场曲目，如《郭子仪拜寿》、《八洞神仙》等，武曲子则会因为观众的需求以及演员的熟练程度的不同而不同，常见的武曲子包括《黄河阵》、《燕青打擂》等。
现在的，新疆曲子在演唱时主要以兰银官话塔密片的吉木萨尔、奇台方言演唱。不过历史上的新疆曲子曾一度使用中原官话关中片，尤其是关中话作为演唱语言，新疆曲子的来源之一便是陕西曲子，加之有一段时间在新疆表演秦腔的陕西籍艺人纷纷转行唱曲子，故而新疆曲子的表演语言一度使用关中话。随着新疆境内的甘肃移民增多，参与曲子演唱的甘肃籍艺人也在增多，中原官话秦陇片、兰银官话金城片、河西片也开始在新疆曲子中留下身影。也因为传入的地区不同，不同的方言在不同的剧目中也有所存在，像是《下四川》中的四川话、《大保媒》中的晋语、《刘海砍樵》中的湖南话等。除了各地汉语的融入外，少数民族语言也存在于新疆曲子之中，维吾尔族新疆曲子艺人卡帕尔会使用汉语、维吾尔语合璧的方式演唱。《假大爷浪院》等曲目中也使用了维吾尔语中常见的衬词和习惯用语。新疆曲子的语言显得生活化和口语化，除了因为使用方言演唱，还因为曲目中会使用大量方言熟语，包括俗语、歇后语甚至方言詈词等。除此之外，新疆方言的重叠词的使用在新疆曲子中也得以体现，重叠词的使用既能使本字数不同的句式字数相同起来，也能够让唱词的语义增强。
新疆曲子的唱词有上下句体、四句体、长短句体等形式。上下句体是以上下句作为基本单元，句式为七言或十言，二句、四句、六句、八句不等。四句体由四句构成，句式为五言、七言和十言。既可以每一句都押韵也可以一、二、四句押韵。长短句体句数不等，可有三句、五句或是多句排比句等。每句字数也不想等，既有五言，也有七言，部分曲调中有六言，每种收尾字数长短不一。新疆曲子中常见的押韵方式包括双句韵、连续韵以及错落韵等。